# Davarzan
Dāvarzan (farsi داورزن) è una città dello shahrestān di Davarzan, nella provincia del Razavi Khorasan in Iran. Aveva, nel 2006, una popolazione di 2.387 abitanti. Si trova a ovest di Sabzevar vicino al confine con la provincia di Semnan.